# Толлорека
То́ллорека (Толлонёки, карел. Tollonjoki) — деревня в составе Костомукшского городского округа Республики Карелия.

## Общие сведения
Находится на берегу реки Толлойоки, на автодороге Костомукша—Вокнаволок.

## Население
| 2002 | 2009 | 2010 | 2013 |
| ---- | ---- | ---- | ---- |
| 0    | ↗2   | →2   | →2   |